# Дживович, Николай Алексеевич
Николай Алексеевич Дживович (Дзивович) (?—1810) — капитан 2-го ранга (1798) российского флота.
Его родители были родом из Сербии. 
С июня 1773 поступил в Морской корпус кадетом. Произведён в гардемарины (1780) и в мичманы (май 1782). На корабле «Святой Яннуарий» плавал из Кронштадта в Ливорно (и обратно) в эскадре адмирала Борисова (1780—1781). В 1782—1785 годах был в плаваниях в Балтийском море. Произведён в чин лейтенанта флота (апрель 1785). В 1786 году командирован в Киев. В 1787 году во время плавания императрицы Екатерины Второй Великой по Днепру командовал шталмейстерской галерой «Тясмина». После этого плавания был переведён на суда Черноморского флота. 
Отличился в ходе Русско-турецкой войны 1787—1791 годов. Принимал участие в сражениях с турецким флотом в Очаковском лимане (1788). За отличие произведен в капитан-лейтенанты (4 января 1789).
В составе Дунайской флотилии успешно действовал при блокаде и штурме Измаила (1790), в прорыве флотилии в устье Дуная (октябрь 1790). 
«За мужественные и храбрые поступки, оказанные в сражениях с неприятелем, а особливо при штурме крепости Измаила» был награждён орденом Святого Георгия 4-го класса (29 февраля 1792). В 1798—1799 годах командовал бригантиной «Архип» в плаваниях по Чёрному морю. 
Произведён в чин капитана 2-го ранга (27 июля 1798). 
С 28 ноября 1799 ушёл в отставку с флотской службы.